# Cornetu (okręg Dolj)
Cornetu – wieś w Rumunii, w okręgu Dolj, w gminie Șimnicu de Sus. W 2011 roku liczyła 521 mieszkańców.